# خلف الخلف
خلف أحمد الخلف (1937 - 2019) - وزير الكهرباء والماء الكويتي السابق مُنذ 1978 حتى 1981.

## سيرته
ولد بالكويت في مدينة الكويت عام 1937، تلقى تعليمه بالمدرسة الأحمدية، فالمدرسة المباركية، وبعد التخرج برز اسمه كواحد من أفضل المهندسين الكويتيين، وتولى وزارة الكهرباء والماء من 4 مارس 1981 إلى 23 فبراير 1985، وعملت الوزارة في عهده على تطوير قدراتها الإنتاجية، وتكويت الوظائف الفنية والإدارية، وإعطاء الكوادر الكويتية فرصتها كاملة لاحتلال المراكز المراكز القيادية والإشرافية، وأولت التخصصات الهندسية والفنية والبعثات الدراسية اهتماماً كبيراً، كما عنيت الوزارة بتنظيم حملات التوعية بضرورة ترشيد استهلاك الكهرباء والماء.

## محطات من حياته
- تشغيل محطة الدوحة الغربية بالكامل قبل نهاية عام 1984.
- تكويت الوظائف الفنية والإدارية.
- نظيم حملات التوعية بضرورة ترشيد استهلاك الكهرباء والماء.
- أميرآ لجزيرة فيلكا 1958 - 1961.
- رئيس مجلس إدارة شركة المجموعة البترولية المستقلة.